# 紐約米爾斯 (紐約州)
紐約米爾斯（英語：New York Mills）是位於美國紐約州奧奈達縣的村。

## 人口
根據2020年美國人口普查的數據，紐約米爾斯的面積為3.06平方千米，皆為陸地。當地共有人口3244人，而人口密度為每平方千米1,060人。